# مغامرات ميكي ماوس
مغامرات ميكي ماوس (بالإنجليزية: Mickey Mouse Adventures)‏ هي سلسلة قصص مصورة من إنتاج شركة ديزني نشرتها شركة ديزني كوميكس لأول مرة من عام 1990 إلى عام 1991. وكان ميكي ماوس هو الشخصية الرئيسية إلى جانب شخصيات أخرى من عالم ميكي ماوس. يشبه إلى حد ما في الأسلوب سلسلة الرسوم المتحركة قصص بطوطية، وكان يعتمد على استمرارية المواد المطبوعة السابقة التي قام ببطولتها ميكي، وخاصة قصص فلويد جوتفريدسون في شريط ميكي ماوس الهزلي.
تتميز هذه القصص عادةً بوجود ميكي، بمساعدة الأصدقاء القدامى بندق، وبطوط، وبلوتو، ووميني ماوس، وأبو طويلة، وكوكبة، حيث يخوض مغامرات داخل أو خارج مدينة الفئران ضد خصوم مثل الشبح الأسود، دنجل، وخروع العالم الشرير. تمت كتابة الميزة الرئيسية من قبل كتاب معاصرين مثل مايكل ت. جيلبرت، ومارف وولفمان، وآخرين. كانت الميزات الاحتياطية عبارة عن إعادة طباعة لقصص ميكي ماوس المصورة الكلاسيكية. صدرت المجلة المصورة في 18 إصدارًا من أبريل 1990 إلى سبتمبر 1991.